# Spetsmössa
Spetsmössa (Tiarella cordifolia) är en stenbräckeväxtart som beskrevs av Carl von Linné. Enligt Catalogue of Life och Dyntaxa ingår Spetsmössa i släktet spetsmössor och familjen stenbräckeväxter. Arten har påträffats i Sverige.

## Underarter
Arten delas in i följande underarter:
- T. c. austrina
- T. c. collina

## Bildgalleri

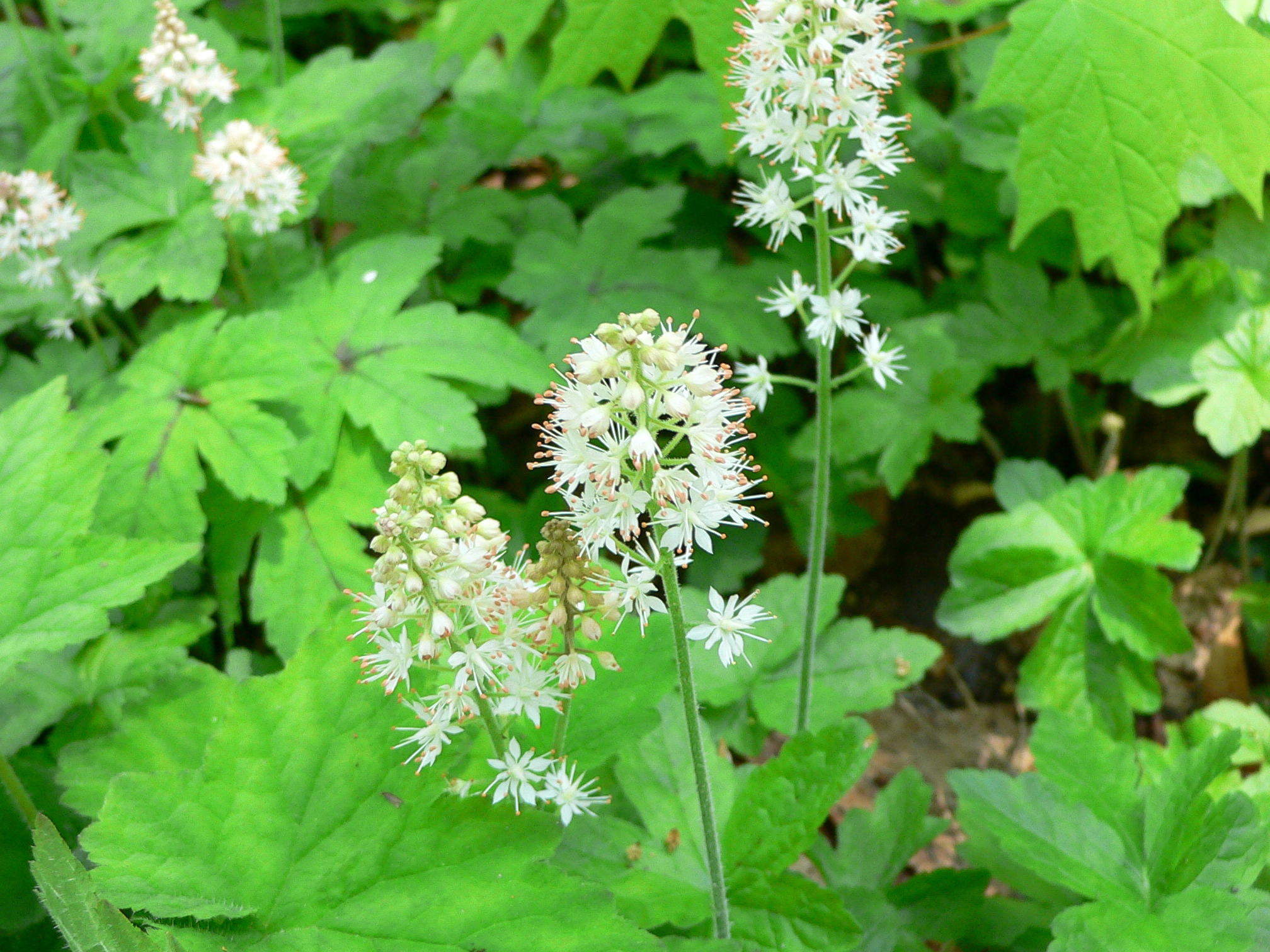
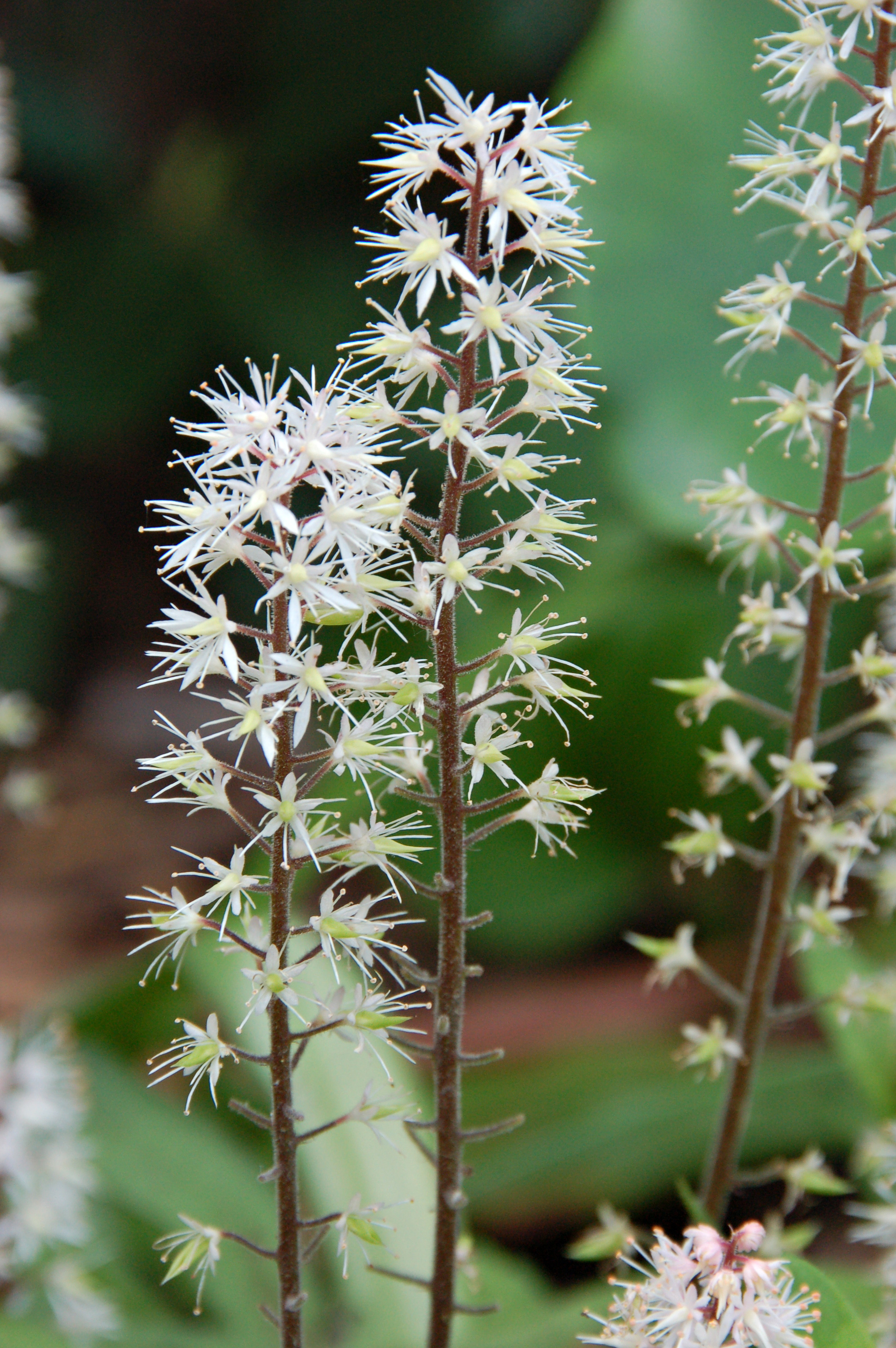
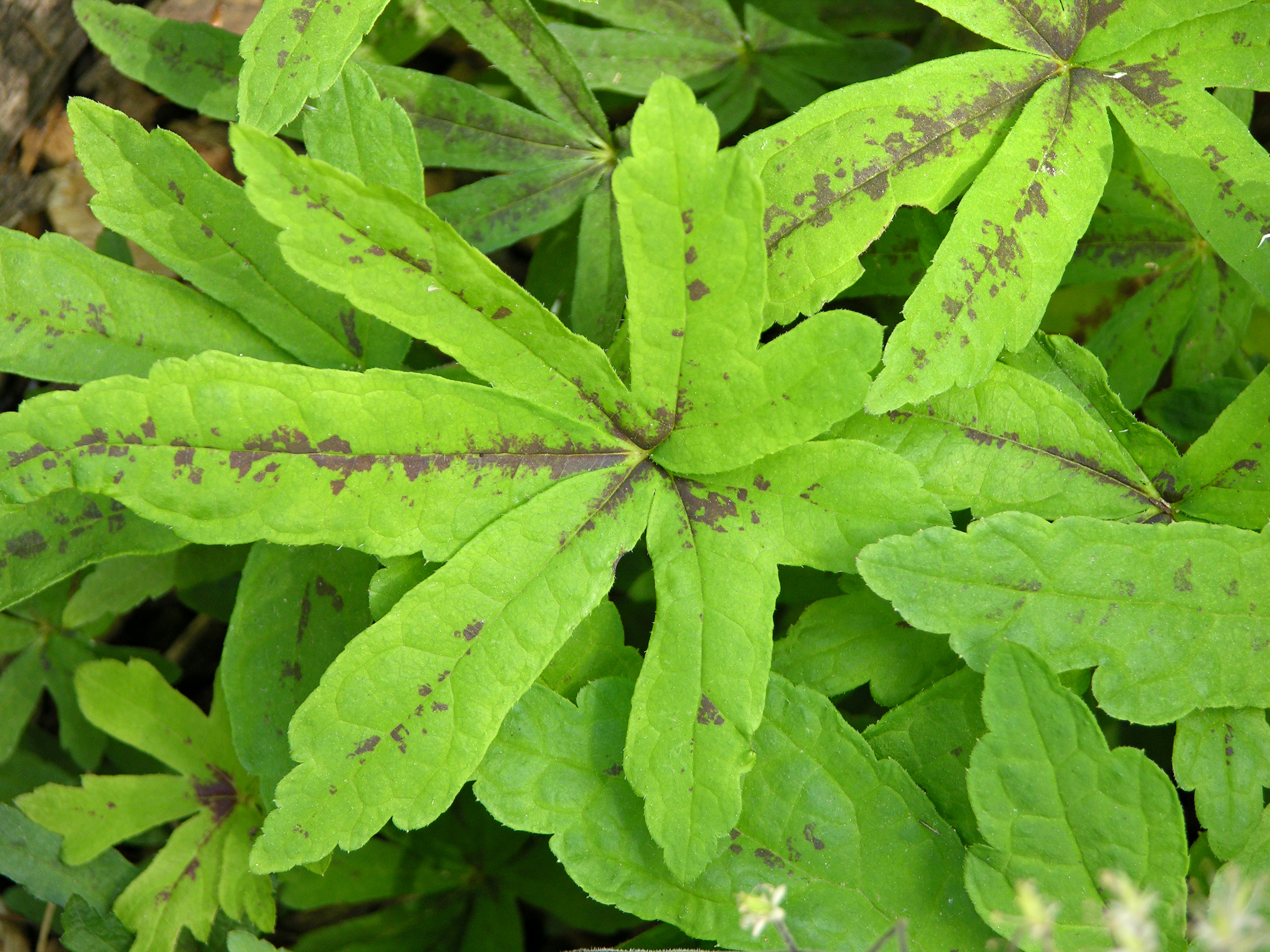